# Blanka
För andra betydelser, se Blanka (olika betydelser).

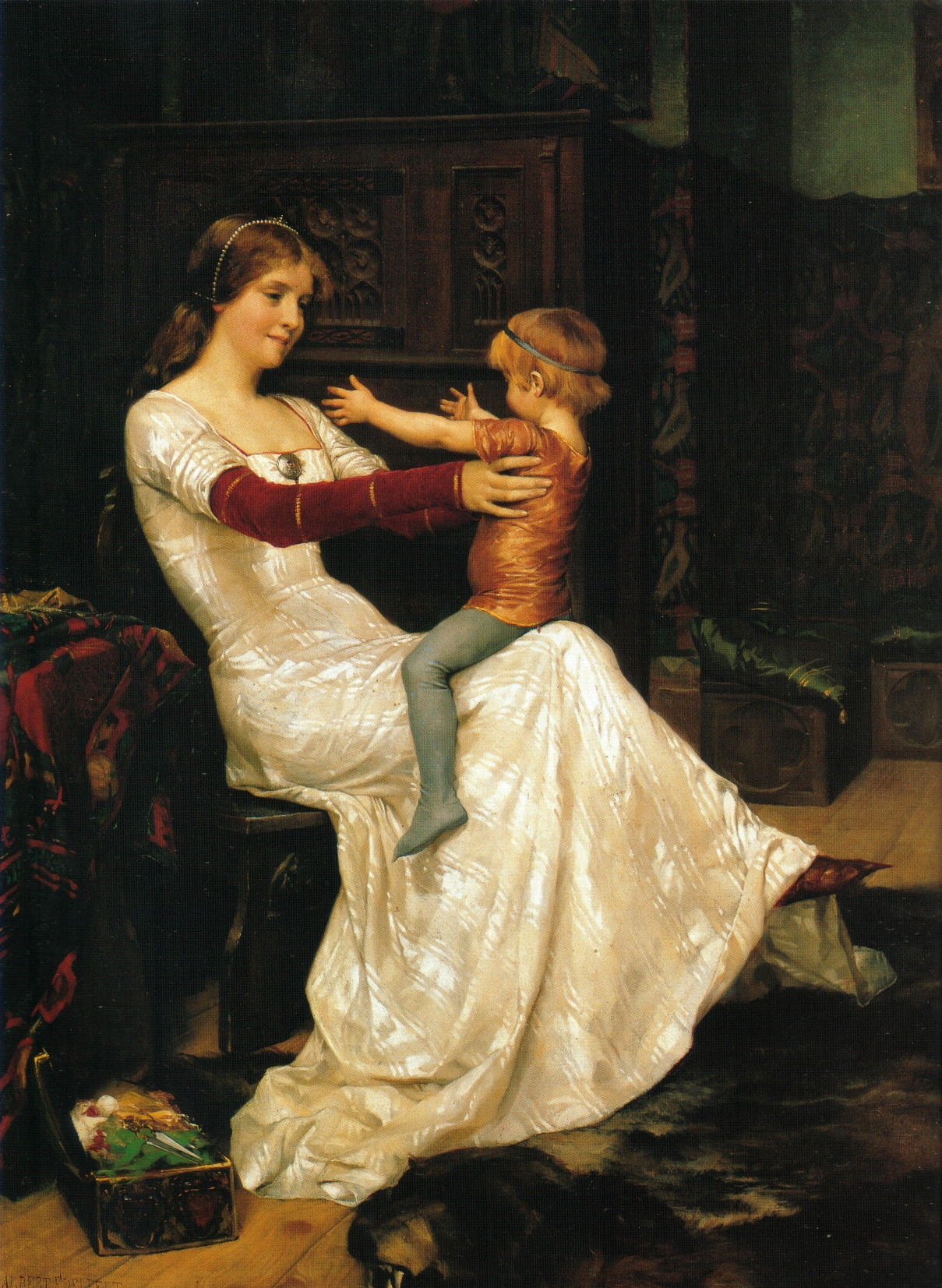
Drottning Blanka en fantasimålning av Albert Edelfelt från 1877 med Blanka av Namur och sonen Håkan.

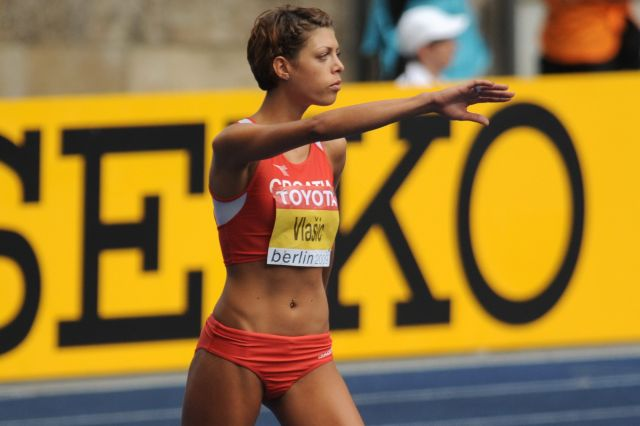
Blanka Vlašić

Blanka (eller Blanca) är en svensk form av ett germanskt namn som betyder blank, glänsande, vit. Namnet har förekommit i Sverige sedan 1300-talet.
Den 31 december 2012 fanns det totalt 528 kvinnor folkbokförda i Sverige med namnet Blanka eller Blanca, varav 338 bar det som tilltalsnamn/förstanamn.
Namnsdag: saknas

## Personer med namnet Blanka eller Blanka
- Blanka av Anjou, drottning av Aragonien och Sicilien
- Blanka av Artois, drottning av Navarra
- Blanka av Bourbon, drottning av Kastilien
- Blanka av Monferrato, hertiginna av Savojen
- Blanka av Namur, svensk och norsk drottninggemål till kung Magnus Eriksson
- Blanka av Navarra, hertiginna av Bretagne
- Blanka I av Navarra, drottning av Navarra
- Blanka II av Navarra, drottning av Navarra
- Blanca av Spanien, österrikisk ärkehertiginna
- Blanca Fernández Ochoa, spansk utförsåkare
- Blanka Paulů, tjeckisk skidåkare
- Blanca Teleki, ungersk konstnär och författare
- Blanka av Valois, drottning av Böhmen
- Blanka Vlašić, kroatisk höjdhoppare

## Fiktiva personer med namnet Blanka eller Blanka
- Blanka, datorspelsfigur i Street Fighter